# クリスチャン・ドップラー
クリスティアン・アンドレアス・ドップラー（Christian Andreas Doppler、1803年11月29日 - 1853年3月17日）は、オーストリアの物理学者、数学者、天文学者。
観測者と震動源との相対運動によって振動数が変化することを詳しく調べ、1842年、それをもとに数学的な関係式をつくった。いわゆる「ドップラー効果」である。
オランダ人の化学者・気象学者であるクリストフ・ボイス・バロットが、1845年、オランダのユトレヒトで、列車に乗ったトランペット奏者がGの音を吹き続け、それを絶対音感を持った音楽家が聞いて音程が変化する事で証明した。
プラハのプラハ工科大学（現チェコ工科大学）で教授をつとめる。ドップラー効果はこの時代の発見であり、チェコ工科大学には、彼の名を冠した基礎物理学研究所「ドップラー研究所」がある。1850年、ウィーン大学物理学研究所の所長に就任。教え子の一人に遺伝の法則で知られるメンデルがいる。
ドップラーの生家は、ザルツブルクの新市街、マカルト広場に面している。ちなみに、マカルト広場にはモーツァルトが1773年、旧市街の生家から移転した住居がある。
小惑星(3905) Dopplerはドップラーの名前にちなんで命名された。